# Rechnitz
Rechnitz (llamada antiguamente Rohoncz) es una localidad del distrito de Oberwart, en el estado de Burgenland, Austria, con una población estimada a principio del año 2018 de 3054 habitantes. 
Se encuentra ubicada en el centro-sur del estado, a poca distancia al oeste de la frontera con Hungría y al sureste de Viena.
Hasta el Tratado de Trianón de 1920, suscrito tras la I Guerra Mundial, Rechnitz pertenecía a Hungría y su nombre era Rohoncz. Fue a raíz de dicho acuerdo de paz cuando la localidad pasó a ser dominio austríaco y empezó a conocerse con su nombre en idioma alemán.